# Jörg Blauert
Jörg Blauert (* 27. November 1964) ist ein deutscher Schachspieler.

## Erfolge
Im Jahre 1979 wurde er in Dorfen deutscher U15-Meister, 1986 in Timmendorfer Strand Landesmeister Schleswig-Holsteins. Im Jahre 1993 erhielt er den Titel Internationaler Meister. 1994 wurde ihm die Ehrennadel in Silber des Schachverbandes Schleswig-Holstein verliehen. Für den Lübecker SV spielte er in der Saison 1999/2000 in der deutschen Schachbundesliga. Die Stadt Lübeck ehrte ihn 2002 mit der Silbernen Sportplakette.
In Boris Gelfands Buch My Most Memorable Games wird Blauert als Tarrasch-Experte bezeichnet. Seine Elo-Zahl beträgt 2362 (Stand: August 2021), er wird jedoch als inaktiv geführt, da er seit der Saison 2007/08 der 2. Bundesliga Nord, in der er für Lübeck zwei Partien absolvierte, keine Elo-gewertete Partie mehr gespielt hat. Seine bisher höchste Elo-Zahl lag bei 2418 von Juli bis Dezember 2002.